# 시문학 (잡지)
《시문학》(詩文學)은 대한민국의 월간 시 전문 문예지이다.

## 개요
1971년 8월 현대문학의 자매지로 창간된 월간 시 전문지로 발행인은 김광수, 주간은 조연현이 맡고 발행소는 현대문학사로 통권  23호(1973년 6월호)까지 발간하며 24호부터 판권을 성문각으로 넘겨 발행인 이성우, 창간 당시부터 실질적 산파역을 한 문덕수 시인이 주간을 맡았다가 곧 발행인 김규화, 편집인 문덕수 체제로 시문학사에서 2014년까지 매월 한 호도 빠짐없이 발간하고 있다.
또한 1976년「시문학상」을 제정하여 현재까지 매해 시상을 하고 있다.
《시문학》을 통하여 등단한 시인으로는 엄창섭 외 여럿이 있다.